# Orani, Volodîmîr-Volînskîi
Orani (în ucraineană Орані) este un sat în comuna Zaricicea din raionul Volodîmîr-Volînskîi, regiunea Volînia, Ucraina.

## Demografie
Componența lingvistică a localității Orani
     Ucraineană (100%)
Conform recensământului din 2001, toată populația localității Orani era vorbitoare de ucraineană (100%).